# Gil (rasa gołębia)

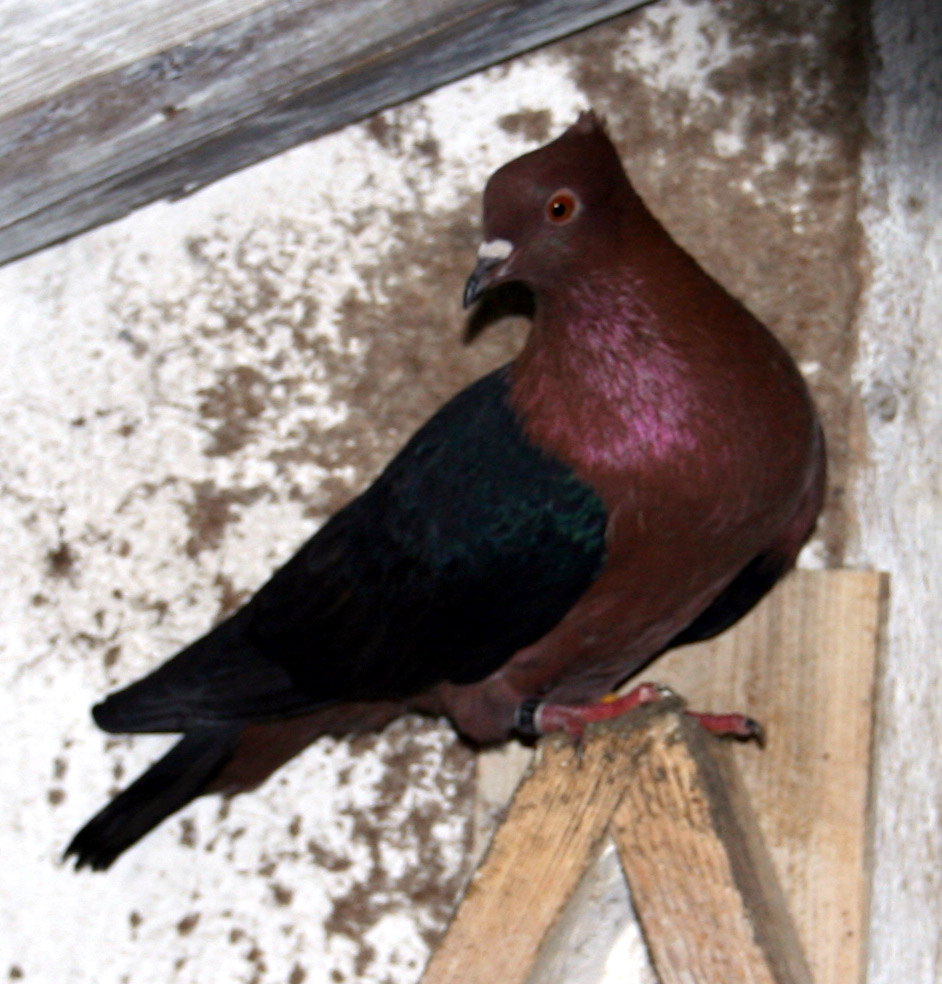
Gołąb rasy Gil

Gil – jedna z ras gołębi, której pochodzenie jest sporne, pochodzą z Albanii lub z obszarów kontynentu azjatyckiego. Według autora Horsta Shmidta ta rasa gołębi pochodzi z Saksonii-Anhalt, a stowarzyszenia hodowców istnieją od 1925 i 1975 roku.
Nazwa tej rasy wzięła się z powodu miadzianoczerwonego ubarwienia piór na głowie, szyi i tułowiu. Inaczej ubarwione są skrzydła, grzbiet i tył z ogonem, które mogą być niebieskie z pasami lub bez. Są także wystawiane odmiany gila o skrzydłach białych, nazwane gilami lustrzanymi.
Gile zaliczane są do grupy gołębi barwnych, których waga waha się pomiędzy 350 a 500 gramów.